# Hegemonia cultural
A hegemonia cultural é um conceito que descreve a supremacia e influência de um grupo ou classe social na definição das normas, valores, crenças e símbolos que orientam a cultura e a identidade de uma sociedade. Esse tipo de hegemonia não é apenas baseado no poder econômico ou político, mas também na capacidade de moldar as percepções e perspectivas das pessoas de maneira a legitimar e reforçar o status quo da classe dominante. 
Na hegemonia cultural, a classe ou grupo que detém a influência tem a capacidade de impor suas ideias e visões de mundo como sendo as mais aceitáveis e "normais". Isso pode ocorrer através da disseminação de narrativas históricas, produção cultural, educação, mídia e outras formas de comunicação. O objetivo é fazer com que as ideias e valores da classe dominante sejam internalizados pela sociedade como um todo, muitas vezes sem questionamento. 
Antonio Gramsci, um renomado teórico marxista, desenvolveu o conceito de hegemonia cultural como uma maneira de entender como as elites mantêm o controle não apenas através da coerção direta, mas também ao influenciar as mentalidades das pessoas. Isso pode levar a uma adesão voluntária às ideias e valores da classe dominante, mesmo por parte das classes subalternas. 

## Antonio Gramsci

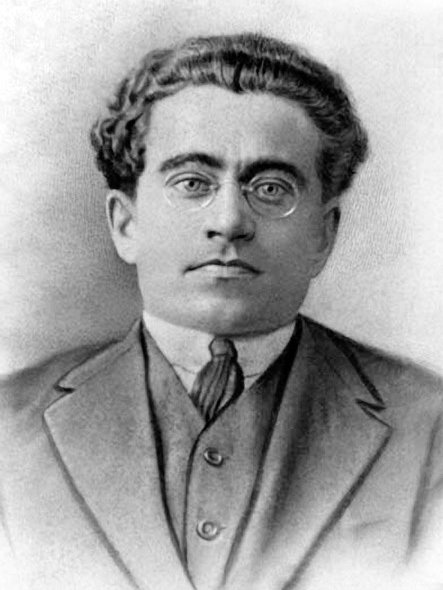
Antonio Gramsci: idealizador do conceito

O conceito desenvolvido por Antonio Gramsci para analisar a dominação ideológica de uma classe sobre outra, particularmente a influência da burguesia sobre o proletariado, é conhecido como "hegemonia cultural". Esse conceito se manifesta quando os interesses da classe alta são projetados como os interesses da sociedade como um todo, ou quando a história e a cultura focam predominantemente em grupos elitistas. 
A "hegemonia cultural" é um termo que descreve a supremacia e influência exercida por um grupo ou classe social na definição das normas, valores, crenças e símbolos que moldam a cultura e a identidade de uma sociedade. Essa forma de hegemonia não está restrita apenas ao poder econômico ou político, mas abrange também a habilidade de moldar as perspectivas das pessoas para legitimar e fortalecer a posição dominante da classe em questão. 
Segundo a perspectiva de Gramsci, a dominação absoluta de uma classe sobre outras é raramente alcançada, exceto em situações de ditadura explícita e opressiva. O pensador sardo sustenta que vincular poder e classes sociais é crucial como abordagem, porém, para uma classe dominante ser também diretiva, ela precisa criar uma coalizão de alianças e conquistar, pelo menos, o consentimento passivo das classes e camadas subordinadas. Para atingir esse objetivo, a classe dominante está disposta a renunciar parte de seus interesses materiais imediatos, ultrapassando os limites de suas preocupações corporativas, a fim de viabilizar a construção de uma hegemonia ético-política. 
Na análise da construção dessa hegemonia, Gramsci desenvolve um conceito central em sua teoria política, denominado de "Estado ampliado". Para ele, o Estado não é apenas um instrumento de força a serviço da classe dominante, como algumas versões mecânicas do marxismo sugeriam, mas também é uma força que se apoia no consenso, combinando coerção com hegemonia. O "Estado ampliado" incorpora tanto a sociedade política quanto a sociedade civil. Nas sociedades ocidentais, a hegemonia é moldada em inúmeras instâncias e interações da sociedade civil e não pode ser negligenciada pelos grupos subalternos que buscam mudar sua condição e direcionar a sociedade como um todo. 
A hegemonia cultural é um conceito desenvolvido seguindo o teórico marxista dissidente italiano Antonio Gramsci. Parte-se do postulado de que a conquista do poder pressupõe a da opinião pública  . Descreve a dominação cultural da classe dominante, bem como o papel que as práticas cotidianas e as crenças coletivas desempenham no estabelecimento de sistemas de dominação. 

## Etimologia
A evolução etimológica e histórica da palavra grega hegemonia, e de suas denotações, tem procedido da seguinte maneira:
- Na Grécia Antiga (século VIII a.C. – século VI d.C.), hegemonia (liderança) denotava o domínio político-militar de uma cidade-Estado sobre outras cidades-estados, como na Liga Helênica (338 a.C.), uma federação de Pólis (cidades-estado gregas) estabelecida pelo rei Filipe II da Macedônia, para facilitar a utilização das forças armadas gregas contra a Pérsia;[8]
- No século XIX, a hegemonia (regra) denotava a predominância geopolítica e cultural de um país em outros países, como o colonialismo europeu impôs nas Américas, África, Ásia e Austrália;[9]
- No século XX, a denotação política-ciência da hegemonia (dominância) expandiu-se para incluir a dominação cultural, por uma classe dominante, de uma socialmente estratificada sociedade. Através da manipulação da ideologia dominante (os valores culturais e os costumes) da sociedade, a classe dominante pode intelectualmente dominar as outras classes sociais impondo a sua visão de mundo (Weltanschauung) que ideologicamente justifica o status quo social, político e econômico da sociedade, como se fosse um estado natural, normal e inevitável.[8][10]

## Definição
A análise da hegemonia foi formulada pela primeira vez por Antonio Gramsci para explicar por que as revoluções comunistas previstas por marxistas países industrializados não havia ocorrido. Marx e seus sucessores haviam de fato afirmado que o crescimento do capitalismo industrial produziria uma gigantesca classe trabalhadora e recessões econômicas cíclicas. Somadas às demais contradições do capitalismo, essas recessões levariam uma esmagadora maioria da população, os trabalhadores, a desenvolver organizações, em particular sindicatos e partidos políticos, para defender seus interesses. 
A sucessão de crises econômicas levaria finalmente a classe trabalhadora a derrubar o capitalismo em uma revolução, a reestruturar as instituições econômicas, políticas e sociais, com base no socialismo científico e iniciar a transição para uma sociedade comunista. Em termos marxistas, a mudança das infraestruturas econômicas implicava uma ruptura da superestrutura cultural e política. Embora Marx e Engels previssem esse cenário no famoso Manifesto do Partido Comunista (1848 ), os trabalhadores dos países industrializados ainda não haviam cumprido essa "missão" várias décadas depois. 
Gramsci acreditava que o fracasso dos trabalhadores em fazer a revolução socialista se devia ao domínio da cultura burguesa hegemônica sobre a ideologia e as organizações dos trabalhadores. Em outras palavras, as representações culturais da classe dominante, ou seja, a ideologia dominante, haviam se espalhado mais do que Marx poderia ter pensado nas massas trabalhadoras. Nas sociedades industriais “avançadas”, ferramentas culturais hegemônicas como escolaridade obrigatória, mídia de massa e cultura popular incutiram uma “falsa consciência” nos trabalhadores. 
Em vez de provocar uma revolução que realmente atendesse às suas necessidades coletivas (de acordo com os marxistas), os trabalhadores das sociedades "avançadas" cederam às sirenes do nacionalismo, do consumismo e da mobilidade social ascendente, adotando um comportamento individualista da competição e do sucesso pessoal ou então se alinhando atrás dos líderes religiosos burgueses. 
Observando o relativo fracasso do determinismo econômico diante da força da ideologia dominante , Gramsci propôs uma distinção entre "guerra de posição" e "guerra de movimento". A “guerra de posição” é uma guerra cultural contra os valores burgueses que se apresentam como “naturais” ou “normais”. 
Os elementos socialistas devem, portanto, recorrer à mídia, as organizações de massa e as instituições educacionais com o objetivo de propagar a análise e a teoria revolucionárias, elevando a consciência de classee pressionar por um compromisso revolucionário. Esta luta cultural deve permitir ao proletariado atrair todas as classes oprimidas em sua luta pela tomada do poder político. 
Para Gramsci, qualquer classe que pretenda conquistar o poder político deve de fato ir além de seus meros interesses “econômicos”, assumir a liderança moral e intelectual e fazer alianças e compromissos com um certo número de forças sociais. Gramsci chama essa união de forças sociais de "bloco histórico" (termo emprestado do sindicalista Georges Sorel). Um sucesso nesta "guerra de posição" permitiria aos comunistas iniciar a "guerra de movimento", isto é, a insurreição contra o capitalismo com o apoio das massas. 

## Contexto

### Histórico
Em 1848, Karl Marx propôs que as recessões econômicas e as contradições práticas de uma economia capitalista levariam a classe trabalhadora à revolução proletária, deporiam o capitalismo , reestruturariam as instituições sociais (econômicas, políticas, sociais) de acordo com os modelos racionais do socialismo e, assim, iniciariam a transição para uma sociedade comunista . Portanto, as mudanças dialéticas no funcionamento da economia de uma sociedade determinam suas superestruturas sociais (cultura e política). 
Para tanto, Antonio Gramsci propôs uma distinção estratégica entre a política para uma Guerra de Posição e para uma Guerra de Manobra. A guerra de posição é uma luta intelectual e cultural em que o revolucionário anticapitalista cria uma cultura proletária cujo sistema de valores nativo se opõe à hegemonia cultural da burguesia. A cultura proletária aumentará a consciência de classe, ensinará teoria revolucionária e análise histórica e, assim, desenvolverá ainda mais a organização revolucionária entre as classes sociais. Depois de vencer a guerra de posição, os líderes socialistas teriam então o poder político necessário e o apoio popular para realizar a guerra de manobra , a práxis política do socialismo revolucionário. 

### Economia política
Como filosofia marxista, a hegemonia cultural analisa as funções da classe econômica dentro da base e da superestrutura, a partir da qual Gramsci desenvolveu as funções da classe social dentro das estruturas sociais criadas para e pela dominação cultural . Na prática do imperialismo, a hegemonia cultural ocorre quando as classes trabalhadora e camponesa acreditam e aceitam que as normas culturais predominantes de uma sociedade (a ideologia dominante imposta pela classe dominante) descrevem realisticamente a ordem natural das coisas na sociedade. 
Na guerra por posição, a intelligentsia da classe trabalhadora educa politicamente as classes trabalhadoras para perceber que as normas culturais prevalecentes não são condições sociais naturais e inevitáveis, e para reconhecer que as construções sociais da cultura burguesa funcionam como instrumentos de dominação socioeconômica, por exemplo, as instituições (estado, igreja e estratos sociais), as convenções (costumes e tradições) e crenças ( religiões e ideologias), etc. próprios intelectuais, devem realizar as análises necessárias de sua cultura e história nacional para aproletariado para transcender as velhas formas de pensar sobre a ordem das coisas em uma sociedade sob a hegemonia cultural de um poder imperial. 

### Dominação social
A hegemonia cultural não é nem uma práxis intelectual monolítica (política e políticas), nem um sistema unificado de valores (ideologia), mas um complexo de relações sociais produzido pela estratificação social das estruturas sociais individuais de uma sociedade; o sistema de classes sociais e os estratos sociais de cada classe. 
A coesão social surge de cada classe social e econômica ter um propósito social específico, e cada classe tem uma subcultura em grupo que permite comportamentos sociais particulares e diferentes dos comportamentos de outras classes sociais; as estruturas sociais estabelecem e demarcam a ordem social coesa. Em consequência de seus propósitos socioeconômicos atribuídos, as classes sociais irão se fundir intelectualmente em umsociedade com maior senso de propósito nacional , determinado na ideologia dominante da classe dominante. 
Gramsci disse que as análises culturais e históricas da "ordem natural das coisas na sociedade" estabelecidas pela ideologia dominante permitiriam que homens e mulheres de bom senso percebessem intelectualmente as estruturas sociais da hegemonia cultural burguesa. Em cada esfera da vida (privada e pública) o senso comum é o intelectualismo com o qual as pessoas lidam e explicam sua vida cotidiana dentro de seu estrato social dentro da ordem social maior; no entanto, os limites do bom senso inibem a percepção intelectual de uma pessoa sobre a exploração do trabalho possibilitada pela hegemonia cultural. Dada a dificuldade em perceber o status quo hierarquia da cultura burguesa (classes sociais e econômicas), a maioria das pessoas se preocupa com assuntos privados e, portanto, não questiona as fontes fundamentais de sua opressão socioeconômica, individual e coletiva. 

## Intelectualidade (Intelligentsia)
Para perceber e combater a hegemonia cultural da classe dominante, a classe trabalhadora e a classe camponesa dependem da liderança moral e política de sua intelectualidade nativ, os estudiosos, acadêmicos e professores, cientistas, filósofos, administradores e outros. de suas classes sociais específicas; assim a distinção política de Gramsci entre os intelectuais da burguesia e os intelectuais da classe trabalhadora, respectivamente, os homens e mulheres que são os proponentes e os oponentes do status quo cultural: 
Como essas várias categorias de intelectuais tradicionais experimentam através de um "espírito de corpo" sua continuidade histórica ininterrupta e suas qualificações especiais, eles se apresentam como autônomos e independentes do grupo social dominante. Essa autoavaliação não deixa de ter consequências nos campos ideológico e político; conseqüências de uma ampla importação. Toda a filosofia idealista pode ser facilmente ligada a esta posição, assumida pelo complexo social dos intelectuais, e pode ser definida como a expressão daquela utopia social, pela qual os intelectuais se pensam como "independentes" [e] autônomos, [ e] dotados de um caráter próprio, etc. 
O tipo tradicional e vulgarizado do intelectual é dado pelo Homem de Letras, o filósofo e o artista. Portanto, os jornalistas, que se dizem homens de letras, filósofos, artistas, também se consideram os "verdadeiros" intelectuais. No mundo moderno, a educação técnica, intimamente ligada ao trabalho industrial, mesmo no nível mais primitivo e desqualificado, deve formar a base do novo tipo de intelectual. (...) O modo de ser do novo intelectual não pode mais consistir na eloquência, que é um motor exterior e momentâneo dos sentimentos e das paixões, mas na participação ativa na vida prática, como construtor [e] organizador, como "persuasor permanente", não apenas simples orador.   A. Gramsci. 

## Depois de Gramsci

### Movimento estudantil alemão
Em 1967, em relação à política e à sociedade da Alemanha Ocidental, o líder do Movimento Estudantil Alemão, Rudi Dutschke, aplicou as análises de Gramsci sobre a hegemonia cultural usando a frase "Longa Marcha pelas Instituições " para descrever o trabalho ideológico necessário para realizar a guerra de posição. A alusão à Longa Marcha (1934-35) do Exército de Libertação do Povo Chinês indica o grande trabalho exigido da intelligentsia da classe trabalhadora para produzir a cultura popular da classe trabalhadora com a qual substituir a ideologia dominante imposta pela hegemonia cultural do burguesia. 

### Aparelhos estatais de ideologia
filósofo marxista francês Louis Althusser criticou o conceito de hegemonia cultural, argumentando que o poder não é apenas exercido pela ideologia dominante, mas também por meio de instituições estatais e repressão direta. Althusser enfatizava a importância da "aparelhos ideológicos do Estado" (como a educação e a mídia) na perpetuação das estruturas de poder. 
Em Ideologia e aparelhos ideológicos do Estado (1970), Louis Althusser descreve o complexo de relações sociais entre os diferentes órgãos do Estado que transmitem e disseminam a ideologia dominante às populações de uma sociedade.  Os aparelhos ideológicos do estado  são os locais de conflito ideológico entre as classes sociais de uma sociedade; e, diferentemente das forças militares e policiais, dos aparelhos repressivos do Estado, o  aparelhos ideológico do estado existe como uma pluralidade em toda a sociedade. 
Apesar do controle da classe dominante do aparelho repressivo do Estado, os aparatos ideológicos do estado são os locais e as apostas (os objetos) da luta de classes , porque o  aparelhos ideológicos do estado (AIE)  não são entidades sociais monolíticas e existem na sociedade.  Como os locais públicos e privados da luta de classes contínua, os aparelhos ideológicos do Estado são zonas sobredeterminadas da sociedade que são compostas por elementos das ideologias dominantes dos modos de produção anteriores, daí a atividade política contínua em: 
- o AIE religioso (o clero)
- o  AIE educacional (educacional (sistemas de ensino público e privado)
- a família AIE - (família patriarcal)
- AIE jurídico (sistemas policial e jurídico, judicial e penal)
- AIE político (partidos políticos)
- o sindicato das empresas (patronais) -  AIE.
- a comunicação de massa -  AIE (imprensa, rádio, televisão, internet, cinema)
- AIE cultural cultural (literatura, artes, esporte, etc.) [20]

As estruturas parlamentares do Estado, através das quais os políticos eleitos exercem a vontade do povo, são também um aparelho ideológico do Estado, dado o controle do Estado sobre o qual as populações podem participar como partidos políticos. Em si mesmo, o sistema político é um aparelho ideológico, porque a participação dos cidadãos envolve aceitar intelectualmente a "ficção ideológica, correspondente a uma 'certa' realidade, que os componentes do sistema [político], bem como o princípio de seu funcionamento , baseiam-se na ideologia da 'liberdade' e 'igualdade' dos eleitores individuais e da 'livre escolha' dos representantes do povo, pelos indivíduos que 'constituem' o povo". 

### Ernesto Laclau e Chantal Mouffe
Ernesto Laclau e Chantal Mouffe, dois teóricos políticos pós-marxistas expandiram a discussão sobre hegemonia cultural ao desenvolverem a teoria do "populismo". Eles argumentaram que a hegemonia cultural não é monolítica, mas sim fragmentada, com diferentes grupos competindo para estabelecer sua própria versão da hegemonia. Laclau e Mouffe também criticaram a rigidez das categorias de classe de Gramsci, propondo uma visão mais fluida das identidades políticas. 

### Stuart Hall
O teórico cultural britânico Stuart Hall contribuiu para a crítica da hegemonia cultural ao introduzir a ideia de "negociação" e "decodificação" das mensagens culturais por parte do público. Ele argumentava que as pessoas não eram simplesmente passivas frente à cultura hegemônica, mas também podiam interpretá-la de maneiras diversas e até mesmo subversivas. 

### Slavoj Žižek
O filósofo esloveno Žižek questionou a eficácia da resistência cultural em desafiar a hegemonia. Ele argumentava que a própria lógica do sistema capitalista pode absorver e comercializar elementos de resistência, tornando-os parte da cultura de consumo dominante. Para Žižek, a verdadeira mudança ocorre através da transformação das estruturas econômicas e políticas. 

### Nancy Fraser
A filósofa política Nancy Fraser contribuiu com uma crítica feminista à ideia de hegemonia cultural. Ela argumentou que o conceito de Gramsci negligenciava as formas específicas de opressão de gênero e que a busca por igualdade de gênero exigia não apenas uma mudança cultural, mas também uma reestruturação das instituições sociais e econômicas. 

### Allan Bloom
Allan Bloom, autor de "The Closing of the American Mind", também oferece uma perspectiva sobre a hegemonia cultural. Ele argumenta que a cultura popular e a educação contemporânea estão levando a uma diminuição da busca pelo conhecimento e da apreciação das grandes obras literárias e filosóficas. Bloom afirma que essa tendência resulta em uma sociedade superficial e alienada, incapaz de lidar com questões profundas e complexas. 